# Gminna komisja rozwiązywania problemów alkoholowych

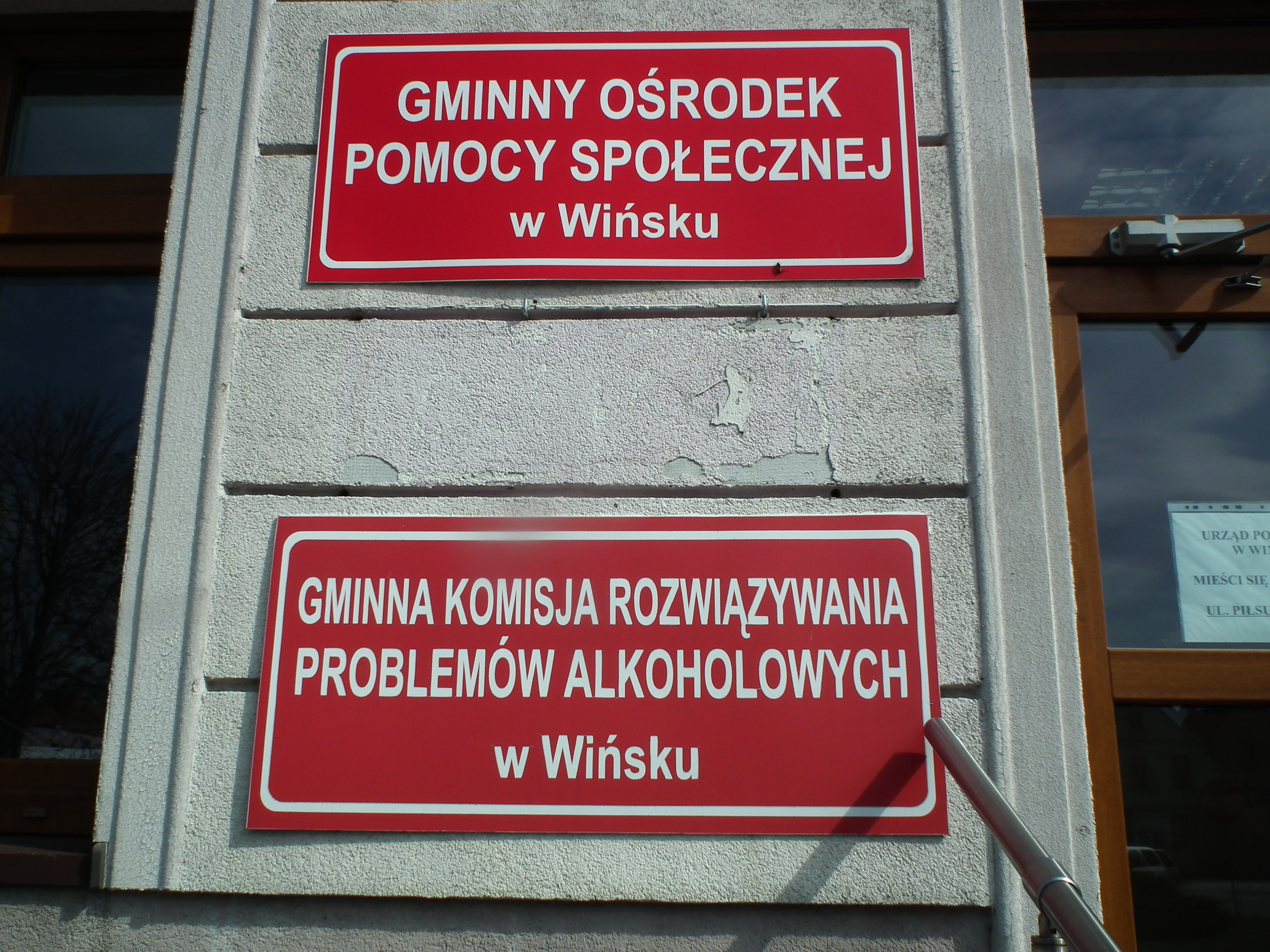
Gminna komisja rozwiązywania problemów alkoholowych w Wińsku

Gminna komisja rozwiązywania problemów alkoholowych (GKRPA) – społeczna komisja działająca na podstawie ustawy o wychowaniu w trzeźwości i przeciwdziałaniu alkoholizmowi, utworzona przez zespół ludzi, których zadaniem jest realizacja zadań tejże ustawy, a także ustawy o przeciwdziałaniu narkomanii. Podstawowym zadaniem komisji jest prowadzenie działań związanych z profilaktyką i rozwiązywaniem problemów alkoholowych oraz integracji społecznej osób uzależnionych od alkoholu, a w szczególności zwiększanie dostępności pomocy terapeutycznej i rehabilitacyjnej dla takich osób.
Komisja rozwiązywania problemów alkoholowych powoływana jest w każdej gminie przez wójta, burmistrza lub też prezydenta miasta (odpowiednio do zasięgu działania jako komisja gminna – GKRPA, miejska – MKRPA lub gminno-miejska – M-GKRPA). Dodatkowo wyznaczony może być też pełnomocnik, sprawujący bezpośrednią opieką nad realizacją gminnego programu. Każda komisja zazwyczaj posiada przewodniczącego i sekretarza, którzy kierują obradami komisji.
Ustawa nie precyzuje liczby członków, składu komisji oraz obowiązkowych szkoleń. Nie precyzuje też wysokości wynagrodzeń za prace komisji. Jednak każdy samorząd na mocy ustawy jest zobowiązany do powołania w swoich strukturach takiej komisji. Szczegółowy zakres zadań oraz funkcjonowanie komisji reguluje ustawa o wychowaniu w trzeźwości i przeciwdziałaniu alkoholizmowi.
Merytoryczny nadzór nad pracami wszystkich GKRPA i MKRPA sprawowała w latach 1993-2022 Państwowa Agencja Rozwiązywania Problemów Alkoholowych.